# حسن سو
حسن سو روستایی در دهستان حومه بخش مرکزی شهرستان مانه و سملقان استان خراسان شمالی ایران است. شغل اکثر مردم روستا کشاورزی و دامداری می‌باشد.
این روستا جاذبه‌های گردشگری بسیاری دارد که یکی از این جاذبه‌ها در جنوب شرقی روستا بنام غار کُنه گرم (حفره گرم) است و در منطقه ای موسوم به (مرز خان محمد) واقع شده‌است. غار کنه گرم به صورت چاهی در دامنه ارتفاعات آلاداغ واقع گردیده با شیب ۴۵ درجه به اولین چاه به ژرفای ۱۰ متر می‌رسد انتهای مسیر دو راه جدا می‌شود که در سرتاسر آن، مجموعه‌های خیره کننده و تماشایی چکیده‌ها و چکنده‌ها وجود دارد در غار حسن سو استالاگمیت، استالاکتیت و حفره‌ها و تنوره‌ها اشکال پیچیده و متنوعی را پدیدآورده اند، تالاری از آبشارهای یخی به ارتفاع ۱۵ متر با یخشاری کانون توجه و مرکز زیبایی این غار تاریخی می‌باشد ستون‌های برج مانند با نقوش و تصاویر اعجاب‌انگیز و تصاویر چشم نوازی که یادآور پهلوانان اساطیری است، قارچ‌هایی که گویی پس از باران بهاری سر برآورده اند، باله‌های ماهی، شمع‌های بزرگ افروخته و گویا پیکر تراشان ماهری در آفرینش آن نقش داشته‌اند. طول غار کنه گرم تا محل‌های شناسایی شده ۲۵۰ متر و عمق آن ۷۰ متر است. این غار متعلق به دوران سوم زمین‌شناسی است بازدید از این غار مستلزم داشتن وسایل فنی و تجربه بالا است.